# Malva Schalek
Malva Schalek (Praga, 18 de fevereiro de 1882 – Auschwitz, 24 de março de 1945) foi uma pintora checa judia.